# Закрепление песков
Закрепление песков — комплекс мероприятий по стабилизации подвижных сыпучих (незакреплённых) песков биологическими, механическими или химическими способами для уменьшениях их негативного влияния на экономику (транспорт, сельское хозяйство и т. д.).

## История

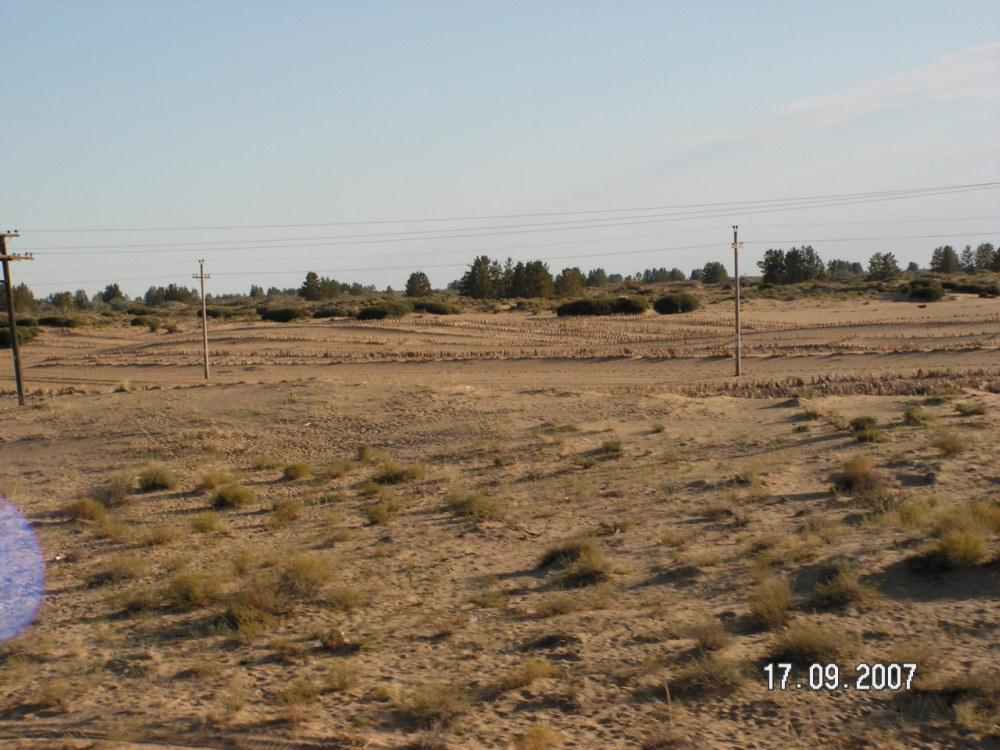
Закрепление песков тростниковыми кулисами. Пустыня Большие Барсуки, Казахстан

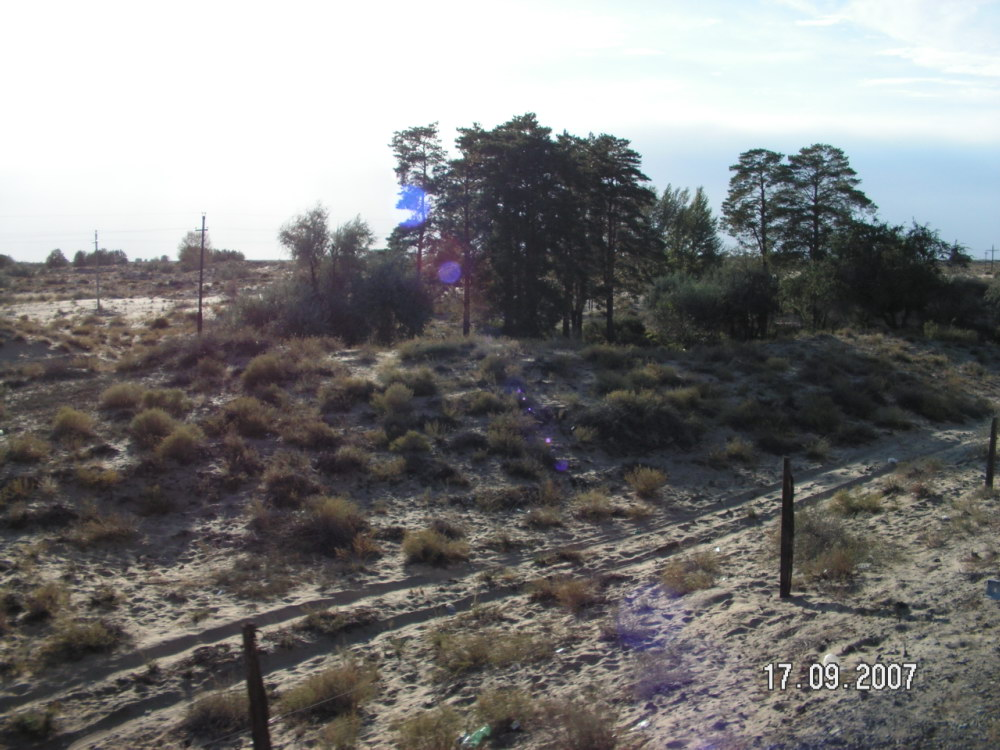
Сосны в заросших песках. Пустыня Большие Барсуки, Казахстан

Движение барханов (скоплений песка) может приводить к засыпанию дорог, полей, огородов, пастбищ, небольших населённых пунктов. Уже в начале XIX века в России и за рубежом проводились успешные эксперименты по замедлению или прекращению движения песков путём высадки на наветренных сторонах барханов травянистых растений и кустарников, которые своей прочной корневой системой затрудняют переброс песка через гребень.

## В России
Около 7-10% российских земель подвержены активному опустошению и деградации. На регионы, где проблема стоит особенно остро, приходится производство около 70% первичной сельскохозяйственной продукции и живет около 50% населения. В России наиболее подвержены деградации земель, в том числе в связи с климатическими изменениями, Волгоградская область, Калмыкия, Ставропольский, Краснодарский края, большинство регионов Южного и Северо-Кавказского федеральных округов, в целом весь наш южный пояс, вплоть до засушливых регионов Западной и Восточной Сибири, включая Забайкалье. Виной тому частые засухи, ветры, а порой неуемное желание владельцев выжать из угодья все до последней капли. 
В Дагестане только за последние два года 200-300 тыс. га (2000-3000 км2) земель зимних Кизлярских пастбищ покрылись движущимися песками. В Волгоградской, Ростовской областях, на Ставрополье можно увидеть, что такое опустынивание. В получасе езды от Дона, от Волги можно снимать фильмы о Сахаре. 
Если говорить собственно о пустынях, на территории европейской части континента «Черные земли» в Калмыкии. Была значительно превышена допустимая нагрузка на пастбища. Несоблюдение экологически оптимального соотношения поголовья скота и превышение более чем в 2,5 раза пастбищной нагрузки на территории «Черных земель» привело к экологической катастрофе и образованию первой «антропогенной пустыни» в центре Европы. 
Восстанавливать землю надо за счет тех, кто допустил опустошение. «Если владелец выжимает из земли все, не заботится о ней, то почему он должен брать себе прибыль, а государство — платить за борьбу с опустошением? Нужно не давать ему денег, а налагать штрафы».
В Дагестане, где открытые пески вплотную подошли к 10 населенным пунктам, для защиты почвы от ветров и высыхания хотят высаживать не только лес, но и ряды многолетних трав и кулисы из кустарников, в том числе используя аэропосев. 
Особенно эффективно с опустошением степей борются леса. В советское время высадка деревьев в Волгоградской области и на юге Ставрополья позволила изменить микроклимат за 10-15 лет и наладить там сельское хозяйство. 
Недавно сотрудники Института водных проблем и Почвенного института имени В.В. Докучаева проводили исследование, как повлияли на земли в Калмыкии опыты по их улучшению, завершившиеся больше 50 лет назад. Они пришли к выводу, что изменения, произошедшие благодаря 
лесомелиорации, наиболее глубокие и устойчивые. Под лесонасаждениями сформировались антропогенно-измененные почвы, не имеющие аналога в природе. Исходные сильно засоленные почвы и солонцы трансформировались в агроземы. Там, где со временем древесные культуры выпали, сформировались травяные растительные сообщества, близкие по составу к природным, более продуктивным.
В Республике Калмыкия начата реализация пилотного проекта по закреплению песков. Предварительно для них была приобретена специализированная техника: лесопосадочные машины, сеялки, колесные трактора и прицепное оборудование. В ноябре 2021 года на опытном участке произведена посадка пескозакрепительных насаждений –  джузгуна безлистного на площади 4 га и  терескена серого на площади 6 га. 
Не допускать деградацию земель и приносить прибыль позволяет технология нулевой обработки пашни No-Till, когда почву не распахивают, а устилают измельченными остатками предыдущего урожая. Это позволяет сохранить в ней влагу и предотвращает эрозию. Пока ее популярность в России невелика — 10-15 процентов.
В России орошают 4,69 миллиона гектаров, из которых фактически используют для сельского хозяйства 3,96 миллиона. Всего доля мелиорированных пахотных земель — 7,9 процента, тогда как дефицит осадков наблюдают на 80 процентах таких территорий. Наиболее эффективной системой является капельное орошение. Так, в Астраханской области заложили капельную ленту для орошения под землю, чтобы уменьшить испарение и выветривание воды с поверхности. Такую систему можно использовать на многих орошаемых землях.
Упреждая влияние деградации земель на продовольственную безопасность страны, эксперты рекомендуют расширять площади под засухоустойчивые культуры — кукурузу, просо, бахчевые культуры.